# António Luís Costa
António Luís Costa, connu sous le pseudonyme de Cabo Costa, né à Santa Comba Dão (district de Viseu) en 1953, est un ancien soldat et militaire portugais, membre de la garde nationale républicaine (GNR), dans la ville portugaise de Santa Comba Dão (devenue Cape Coast).
António Luís Costa est accusé d'être un tueur en série. Il a été arrêté en 2006 et condamné en 2007 pour le meurtre de trois jeunes femmes (Cristina Isidoro, Mariana Lourenço et Joana Oliveira) entre mai 2005 et mai 2006. 
Costa a été arrêté par la police judiciaire le 24 juin 2006. Il a avoué les assassinats, d'abord à la police puis au juge qui a mené l'enquête préliminaire, après avoir eu des relations sexuelles consensuelles avec la première victime et demandé un baiser aux autres victimes.
Il les a étouffées après la menace de dénonciation. Plus tard, il a retiré son aveu et a accusé des crimes l'oncle de Mariana Lourenço, la deuxième victime. Il a dit avoir été obligé d'avouer par la police judiciaire. Mais le téléphone de Costa a été contrôlé, et un appel téléphonique a été enregistré dans lequel il a avoué les crimes à sa famille.